# Jindřich Max

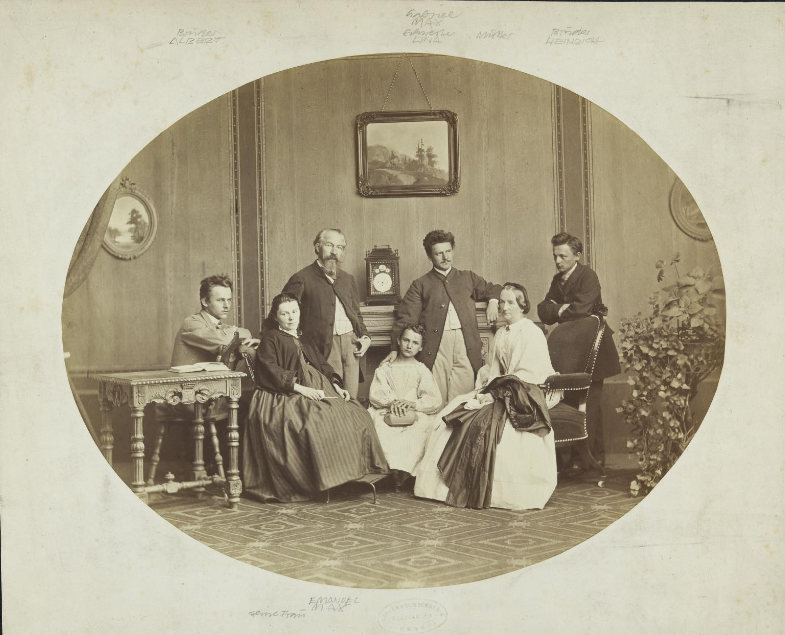
Sourozenci Maxovi (zprava Jindřich (Heinrich) Max, matka Anna, Gabriel Max, sestra Lina, strýc Emanuel s manželkou, bratr Albert)

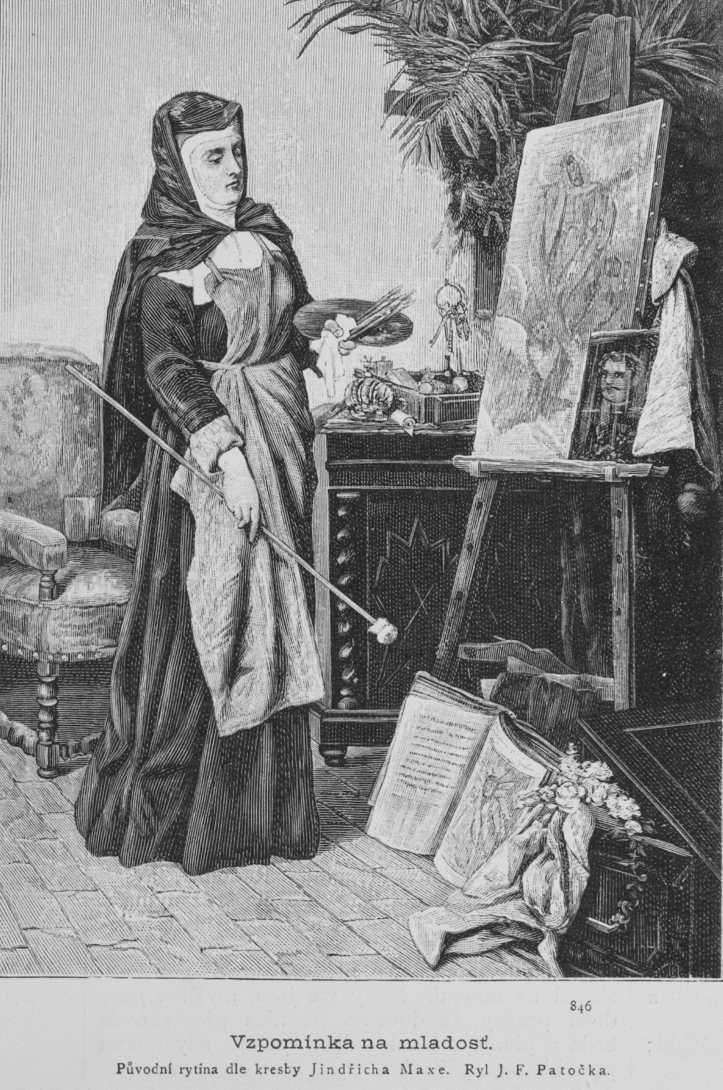
Jindřich Max: Vzpomínka na mladost (černobílá reprodukce Zlatá Praha 1888)

Jindřich (Heinrich) Max (1. února 1847 Praha – 4. prosince 1900 Mnichov) byl českoněmecký malíř, člen pražské umělecké rodiny Maxů.

## Život
Narodil se v rodině českoněmeckého sochaře (Bildhauer) Josefa Maxe (1804-1855) a jeho manželky Anny, rozené Schumannové (*1812). Měl dva bratry a tři sestry, jeho bratr Gabriel byl též malíř. Otcův bratr (Jindřichův strých) Emanuel Max byl sochař (autor pražského pomníku Radeckého).
Od roku 1869 studoval na Akademii výtvarných umění v Mnichově. Živil se jako malíř na volné noze a fotograf.
Dne 27. prosince 1877 se v Praze oženil s Luisou Ehrlerovou, též malířkou (známa nepřechýleně jako Luise Max–Ehler, 1850–1920). Po smrti manželčina učitele malby Hanse Makarta (1840–1884) přesídlili manželé nastálo do Mnichova, kde žili až do smrti Jindřicha Maxe.

## Dílo
Registr sbírek výtvarného umění ProMus neuvádí díla Jindřicha Maxe ve vlastnictví českých galerií. Jeho obrazy se objevují na mezinárodních aukcích.

### Nerudova hodnocení díla Jindřicha Maxe
V roce 1876 si Jan Neruda na výstavě na Žofíně povšimnul obrazu První ztráta a zhodnotil ho slovy:
| „                                      | ...Obrazem Jindřichovým vane týž elegický ton, jaký obrazy bratra jeho, avšak také u něho lze dobře pozorovat svědomitosti, jakou v kresbě i barvě věnuje podrobnosti každé... | “ |
| — Jan Neruda: Ze salonů žofínských IV. | |   |

O dva roky dříve přisoudil Neruda „...tendenci silně sentimentální...“ obrazu Poslední šperk, na kterém matka prodává své vlasy vlásenkáři. Potřetí komentoval obraz Jindřicha Maxe v roce 1879, když obraz nazvaný Leť jen označil jen jako dílo „zručně provedené“, pod vlivem maleb bratra Gabriela.